# Bernadette Abraté
Bernadette Abraté, née le 20 janvier 1932 et décédée le 20 juin 2002, est une journaliste d'origine française qui a développé son travail de critique culturelle principalement dans le secteur des arts vivants, en Belgique francophone,.

## Biographie
Née à Paris, elle cherche très tôt à travailler dans un théâtre. Elle officie comme ouvreuse puis comme secrétaire au Théâtre Hébertot à Paris (France). Ensuite, son parcours personnel l’amène à Bruxelles (Belgique). Après des emplois chez un coiffeur et dans une librairie, elle se retrouve à nouveau dans divers théâtres bruxellois où elle occupe des fonctions administratives : au Théâtre Molière, à la Comédie Claude Volter, au Théâtre de Plans d'Hubert Nyssen, au Théâtre de Poche, au Théâtre 140,.
Elle est engagée en 1969 à la Radio-Télévision Belge pour y développer des chroniques théâtrales dans le journal télévisé. Elle poursuit ce travail de journaliste jusqu’en 1994, date à laquelle elle est admise à la retraite.
Sa pratique journalistique s’exerce principalement vis-à-vis des arts de la parole et de la musique. Durant sa carrière, elle rencontre de nombreuses compagnies de théâtre, de danse, des chanteurs et l’opéra. Nombre de ses chroniques concernent des spectacles qui se déroulent à Bruxelles ; elle délaisse quelque peu les autres lieux de spectacle notamment en Wallonie. Elle s’intéresse beaucoup aux courants nouveaux qui, notamment en Belgique francophone, modifient la pratique de la création théâtrale à la fin des années 70 et durant les années 80.
Les artistes, les compagnies recherchent sa critique ; ils peuvent aussi la craindre car elle a créé une autorité certaine grâce à sa plume et l’importance du media de télévision publique où elle officie. Certains la nomment d'ailleurs « Madame Théâtre-Opéra-Ballet ».
Après sa mise à la retraite, elle poursuit son travail de journaliste notamment dans le secteur culturel. Elle travaille aussi à la revitalisation des « Eve du Théâtre » qui sont devenues les « Prix du Théâtre ». À partir de 2003, le Prix du Théâtre offre parmi ses distinctions un Prix Bernadette Abraté en hommage à la journaliste décédée l'année précédente.